# Denis Dawydow
Denis Wasiljewicz Dawydow (ros. Денис Васильевич Давыдов; ur. 16 lipca?/27 lipca 1784 w Moskwie, Imperium Rosyjskie – zm. 22 kwietnia?/4 maja 1839 w Wierchniaja Maza, Imperium Rosyjskie) – rosyjski pisarz wojenny i poeta, generał porucznik, bohater Wojny Ojczyźnianej 1812, wolnomularz. Autor utworów głównie o tematyce wojskowej, bajek politycznych, epigramatów i elegii.

## Życiorys
W 1801 wstąpił do gwardyjskiego pułku kawalerii armii rosyjskiej, (od 1804 w huzarach). W latach 1806–1812 będąc adiutantem gen. P. Bagrationa, wziął udział w wyprawach wojennych w Niemczech, nad Dunajem, we Francji (1806–07), w Szwecji (1808–09) i Turcji (1809-12). Dowodził także samodzielnymi oddziałami wykazując odwagę i waleczność. Na początku wojny 1812 dowodził Achtyrskim pułkiem huzarów. W sierpniu 1812 zaproponował dowództwu organizowanie walki partyzanckiej. Propozycję przyjęto i na czele oddziału huzarów i kozaków organizował i dowodził partyzantką na tyłach Wielkiej Armii Napoleona. W latach 1813–1814 walczył w Polsce, Niemczech i Francji. Dowodził 12 Achtyrskim Pułkiem Huzarów, a później brygadą kawalerii. W 1815 awansował do stopnia generała majora. Współpracował z M. Orłowem, F. Glinką i A. Bestużewem. 

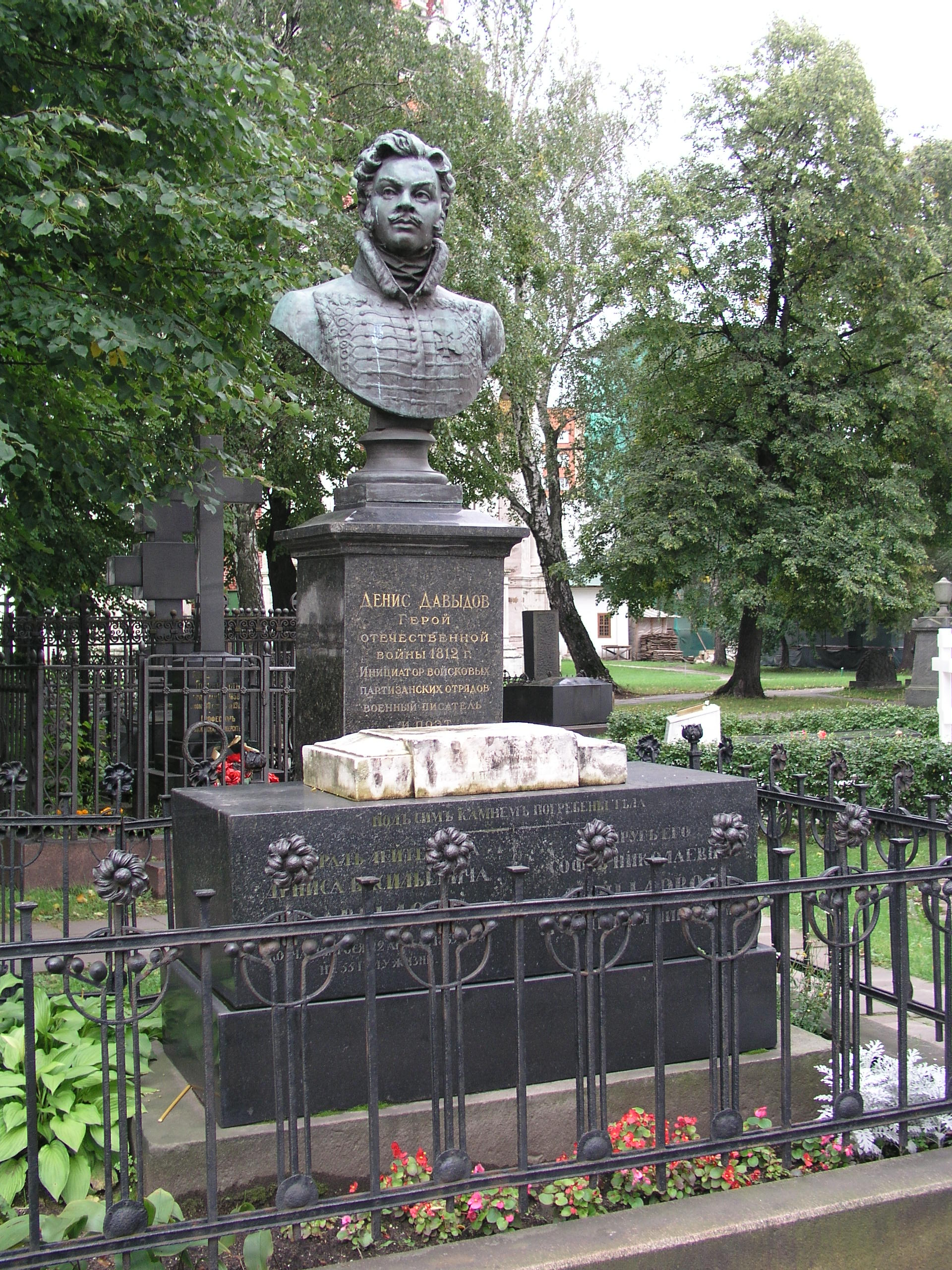
Grób Dawydowa na Cmentarzu Nowodziewiczym

Od 1823 ze stanowiska szefa sztabu korpusu odszedł w stan spoczynku. W latach 1826–27 w służbie wojskowej na Kaukazie. W latach 1825–1827 był aktywny w Persji, a w 1831 walczył przeciw Polakom na Wołyniu pomagając tłumić powstanie listopadowe, za co awansował do stopnia generała porucznika. Od 1832 w stanie spoczynku. Zmarł w maju 1839 w swoim majątku pod Moskwą. 
W dziełach sławił zwycięstwo nad Napoleonem. Jako pierwszy przeciwstawił się teorii "mrozu", jako przyczyny zwycięstwa Rosjan w wojnie 1812. Napisał życiorysy: A. Suworowa, M. Kutuzowa, P. Bagrationa. Jako poeta występował od 1803. W wierszach występował przeciw caratowi (Gołowa i nogi, Rieka i zierkało). Sławił także życie huzarów (Gusarskij pir, Borodinskoje pole).

## Wybrana twórczość

### Liryka
| - 1802 – Son (ros. Сон) - 1803: - Gołowa i Nogi (ros. Голова и Ноги) - Byl ili basnia, kak kto choczet nazowi (ros. Быль или басня, как кто хочет назови) - 1804 - Orlica, Turuchtan i Tietieriew (ros. Орлица, Турухтан и Тетерев) - Burcowu. Prizywanie na punsz (ros. Бурцову. Призывание на пунш) - Burcowu ("W dymnom pole, na biwakie...") (ros. Бурцову («В дымном поле, на биваке…»)) - Gusarskij pir (ros. Гусарский пир) - 1807: - Mudrost. Anakrieonticzeskaja oda (ros. Мудрость. Анакреонтическая ода) - Dogowory (ros. Договоры) - 1808: - "Powiedaj podwigi usatogo gieroja..." (ros. «Поведай подвиги усатого героя…») - Cziż i Roza. Basnia (ros. Чиж и Роза. Басня) - 1810: - Grafu P.A. Stroganowu (ros. Графу П.А. Строганову) - Plemiannice (ros. Племяннице) - "Jesli b bogi miłoserdija..." (ros. «Если б боги милосердия…») - 1811: - K portrietu NN (ros. К портрету NN) - Moja piesnia (ros. Моя песня) - 1811-go godu (ros. 1811-го году) - W albom (ros. В альбом) - 1812: - Towariszczu 1812 goda na puti w armiju (ros. Товарищу 1812 года на пути в армию) - K portrietu Bonapartie (ros. К портрету Бонапарте) - 1813 – K Je.F. S-nu, ubieżdawszemu mienia napisat' jemu czto-nibud' (ros. К Е.Ф. С-ну, убеждавшему меня написать ему что-нибудь) - 1814: - Elegija I ("Woz'mitie miecz – ja niedostoin brani!...") (ros. Элегия I («Возьмите меч — я недостоин брани!...»)) - Elegija II ("Pust' boga-mstitiela moguczaja rika...") (ros. Элегия II («Пусть бога-мстителя могучая рука…»)) - 1815: - Elegija III ("O miłyj drug, ostaw' ugadywat' drugich...") (ros. Элегия III («О милый друг, оставь угадывать других…»)) - Piesnia ("Ja lublu krowawyj boj...") (ros. Песня («Я люблю кровавый бой…»)) - Drugu-powiesie (ros. Другу-повесе) - W.A. Żukowskomu (ros. В.А. Жуковскому) - "Achtyrskije gusary..." (ros. «Ахтырские гусары…») - K mojej pustynie (ros. К моей пустыне) - Elegija IV ("W użasach wojny krowawoj...") (ros. Элегия IV («В ужасах войны кровавой…»)) - (ros. «Гераков! прочитал твоё я сочиненье…») - 1816: - Elegija V ("Wsio ticho! i zaria bagrianoju stopoj...") (ros. Элегия V («Всё тихо! и заря багряною стопой…»)) - Elegija VI ("O ty, smuszczonnaja prisutstwijem moim...") (ros. Элегия VI («О ты, смущённая присутствием моим…»)) - Otwiet na wyzow napisat' stichi (ros. Ответ на вызов написать стихи) - Rieszytielnyj wieczer (ros. Решительный вечер) - 1817: - Elegija VII ("Niet! połno probiegat' s ułybkoju lubwi...") (ros. Элегия VII («Нет! полно пробегать с улыбкою любви…»)) - Niewiernoj (ros. Неверной) - Piesnia starogo gusara (ros. Песня старого гусара) - Łogika pjanogo (ros. Логика пьяного) - Wolnyj pieriewod iz Parni (ros. Вольный перевод из Парни) - 1818: - Gusar (ros. Гусар) - Na monumient Pożarskogo (ros. На монумент Пожарского) - Elegija VIII ("O, poszczadi! Zaczem połszebstwo łask i słow...") (ros. Элегия VIII («О, пощади! Зачем волшебство ласк и слов…»)) - Elegija IX ("Dwa raza ja wam ruku żał...") (ros. Элегия IX («Два раза я вам руку жал…»)) - 1820: - Nadpis' k soczinienijam G.*** (ros. Надпись к сочинениям Г.***) - Epigramma ("Ostra twoja, konieczno, szutka...") (ros. Эпиграмма («Остра твоя, конечно, шутка…»)) - 1822 – Epitafija (ros. Эпитафия) | - 1826: - Tost na obiedie doncow (ros. Тост на обеде донцов) - Partizan. Otrywok (ros. Партизан. Отрывок) - Pri widie Moskwy, wozwraszczajas' s piersidskoj wojny (ros. При виде Москвы, возвращаясь с персидской войны) - Połusołdat (ros. Полусолдат) - 1827: - Otwiet żenatym gienierałam, służaszczim nie na wojnach (ros. Ответ женатым генералам, служащим не на войнах) - Wieczer w ijunie (ros. Вечер в июне) - 1829: - Zajcewskomu, poetu-moriaku (ros. Зайцевскому, поэту-моряку) - Borodinskoje pole. Elegija (ros. Бородинское поле. Элегия) - Na smiert' NN (ros. На смерть NN) - S.A. K<uszki>noj (ros. С.А. К<ушки>ной) - Duszen'ka (ros. Душенька) - NN ("Wy choroszy! – Kasztanowoj wołnoj...") (ros. NN («Вы хороши! — Каштановой волной…»)) - Jej (ros. Ей) - 1830: - Otwiet (ros. Ответ) - Gieroju bit', biwakow, traktirow i b... (ros. Герою битв, биваков, трактиров и б…) - 1832: - Gusarskaja ispowied' (ros. Гусарская исповедь) - Poeticzeskaja żenszczina (ros. Поэтическая женщина) - Gołodnyj pios (ros. Голодный пёс) - 1833 – NN ("Woszła – kak Psicheja, tomna i stydliwa...") (ros. NN («Вошла — как Психея, томна и стыдлива…»)) - 1834: - Posle razłuki (ros. После разлуки) - Wals (ros. Вальс) - "O, kto, skaży ty mnie, kto ty..." (ros. «О, кто, скажи ты мне, кто ты…») - Romans ("Nie probużdaj, nie probużdaj...") (ros. Романс («Не пробуждай, не пробуждай…»)) - I moja zwiozdoczka (ros. И моя звёздочка) - Rieczka (ros. Речка) - Zapiska, posłannaja na bale (ros. Записка, посланная на бале) - "Czto polzy mnie w twojom sowietie..." (ros. «Что пользы мне в твоём совете…») - "Ja was lublu tak, kak lubit' was dołżno..." (ros. «Я вас люблю так, как любить вас должно…») - Na gołos russkoj piesni (ros. На голос русской песни) - "W byłyje wriemiena ona mienia lubiła..." (ros. «В былые времена она меня любила…») - "Unieslis' niewozwratimyje..." (ros. «Унеслись невозвратимые…») - Romans ("Żestokij drug, za czto muczenje?..") (ros. Романс («Жестокий друг, за что мученье?..»)) - 1835 – 25 oktiabria ("Ja nie ropszczu. Ja wozniesion sud'boju...") (ros. 25 октября («Я не ропщу. Я вознесён судьбою…»)) - 1836: - "Ja pomniu – głuboko..." (ros. «Я помню — глубоко…») - Wyzdorowlenije (ros. Выздоровление) - "Mierinos sobakow stał..." (ros. «Меринос собакой стал…») - "Niet, każetsia, tiebie nie sużdieno..." (ros. «Нет, кажется, тебе не суждено…») - Uczonyj razgowor (ros. Учёный разговор) - Czełobitnaja (ros. Челобитная) - Sowriemiennaja piesnia (ros. Современная песня) - Nadpis' k portrietu kniazia Pietra Iwanowicza Bagrationa (ros. Надпись к портрету князя Петра Ивановича Багратиона) - Listok (ros. Листок) - Sczatliw, kto zapłatił szczedrotoj za szczedrotu..." (ros. «Счастлив, кто заплатил щедротой за щедроту…») - Wieczernij zwon (ros. Вечерний звон) - Masza i Misza. Szutka (ros. Маша и Миша. Шутка) - Bogomołka (ros. Богомолка) - "Kak budto Diogien, s zażżonnym fonariom..." (ros. «Как будто Диоген, с зажжённым фонарём…») - Na K... (ros. На К…) - Na niego że (ros. На него же) |  |

### Publicystyka
- Wstriecza s wielikim Suworowym (ros. Встреча с великим Суворовым)
- Wstriecza s fieldmarszałom grafom Kamienskim (ros. Встреча с фельдмаршалом графом Каменским)
- Wospominanije o sprażenii pri Priejsisz-Ejłau (ros. Воспоминание о сражении при Прейсиш-Эйлау)
- Tilzit w 1807 g. (ros. Тильзит в 1807 г.)
- Dniewniki partizanskich diejstwij (ros. Дневники партизанских действий)
- Zapiski o polskoj kampanii 1831 g. (ros. Записки о польской кампании 1831 г.)
- Moroz li istriebił francuzskuju armiju (ros. Мороз ли истребил французскую армию)
- Pieriepiska s Walter-Skottom (ros. Переписка с Вальтер-Скоттом)
- Zamieczanija a niekrołogiju N.N. Pajewskogo (ros. Замечания на некрологию H.H. Раевского)